# Cédric Gracia
Cédric Gracia (Pau, 23 de marzo de 1978) es un deportista francés que compitió en ciclismo de montaña en las disciplinas de descenso y campo a través para cuatro. Ganó tres medallas en el Campeonato Mundial de Ciclismo de Montaña entre los años 1997 y 2002, y dos medallas en el Campeonato Europeo de Ciclismo de Montaña de 2001.

## Palmarés internacional
| Campeonato Mundial | Campeonato Mundial    | Campeonato Mundial | Campeonato Mundial    |
| Año                | Lugar                 | Medalla            | Competición           |
| ------------------ | --------------------- | ------------------ | --------------------- |
| 1997               | Château-d'Œx (Suiza)  | Medalla de bronce  | Descenso              |
| 2001               | Vail (Estados Unidos) | Medalla de plata   | Dual                  |
| 2002               | Kaprun (Austria)      | Medalla de plata   | Campo a través para 4 |
| Campeonato Europeo |                       |                    |                       |
| Año                | Lugar                 | Medalla            | Competición           |
| 2001               | Livigno (Italia)      | Medalla de oro     | Dual                  |
| 2001               | Livigno (Italia)      | Medalla de bronce  | Descenso              |